# Pier Enrico Astorri

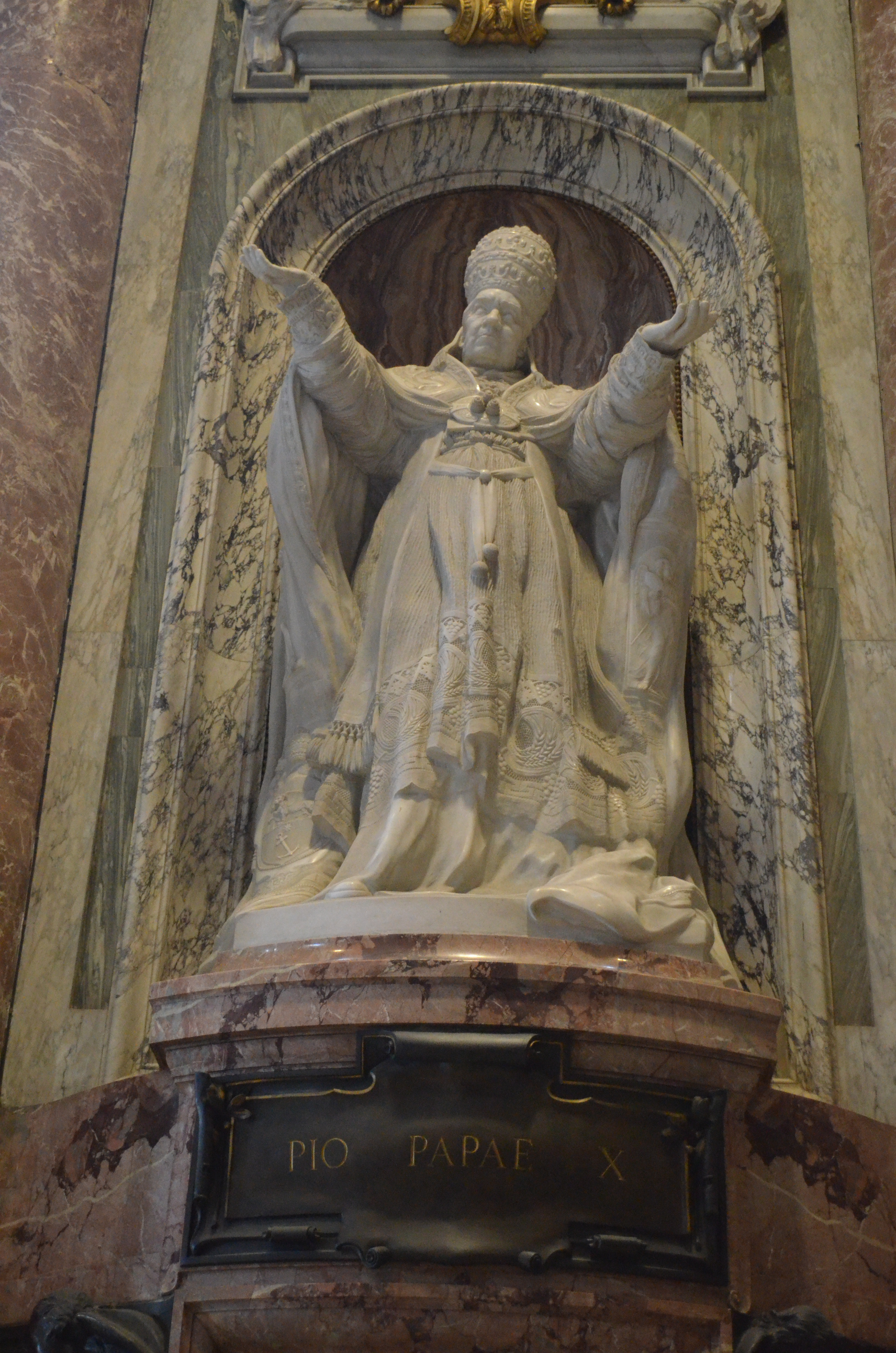
Pier Enrico Astorri: la statua di Pio X

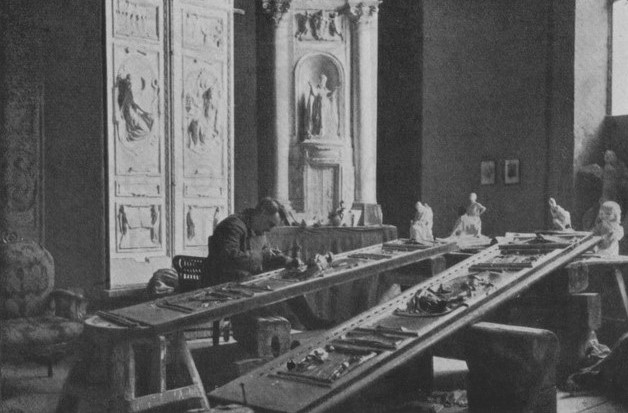
Pier Enrico Astorri mentre cesella la porta di bronzo del monumento a Pio X

Pier Enrico Astorri (Parigi, 23 luglio 1882 – Roma, 30 maggio 1926) è stato uno scultore italiano.

## Biografia
Nacque a Parigi da famiglia piacentina. Tornato con la famiglia a Piacenza, vi frequentò l'Istituto artistico Gazzola, quindi andò a Milano per completare gli studi all'Accademia di Brera. Nel 1904 andò a Roma, dove rimase fino alla morte.
Partecipò alle esposizioni della società romana "Cultori e amatorì dell'arte" e nel 1907 vinse il concorso per la statua "Piemonte" per il Vittoriano di Roma; la scultura rappresenta una donna in atteggiamento fiero e si adegua fedelmente agli intenti celebrativi dell'autore del Vittoriano.
La sua opera più importante è però considerata il monumento funebre a papa Pio X nella Basilica di San Pietro. Vi lavorò per sette anni, dal 1916 al 1923, in collaborazione con l'architetto Florestano Di Fausto. L'opera raffigura Pio X è nell'atto di protendere le braccia in atto di affettuosa pietà e riscosse subito un grande successo, che gli procurò nuove commissioni di ritratti e monumenti celebrativi.
Tra i ritratti i più notevoli sono quelli della duchessa Fogliano Pallavicini d'Aragona, di una vivace immediatezza, di Giuseppe Verdi per il salone della Deputazione di storia patria di Piacenza, della signora Odero di Genova, di Giovanna Busala di Roma e di Donatella Vassalli, realizzati secondo un purismo accademico non privo di grazia, ora in collezioni private. Dei monumenti celebrativi da citare quello ai caduti di Fontanellato (Parma), del 1924, e di Casteggio (Pavia), inaugurato dopo la sua morte. Eseguì anche le lunette per il palazzo del Governo di Panama. La sua ultima opera, un altorilievo con la Deposizione per il monumento di Medardo Castellani, è conservata nel cimitero di Piacenza.